# Euthydemos (Sophist)
Euthydemos (* auf Chios) war ein antiker griechischer Sophist, der zur Zeit des Sokrates (469 v. Chr.–399 v. Chr.) in Athen gemeinsam mit seinem Bruder Dionysodoros auftrat und seinen Unterricht anbot. Seine genauen Lebensdaten sind nicht bekannt; er scheint etwas älter als Sokrates gewesen zu sein. Er ist vor allem als Protagonist in Platons Dialog Euthydemos bekannt.

## Leben
Er stammte ursprünglich von Chios, einer Insel vor der kleinasiatischen Küste, südlich von Lesbos, war dann aber – wie Platon berichtet – wahrscheinlich durch eine Auswanderung seiner Eltern nach Thurioi, einer 443 v. Chr. von Athen neubegründeten Kolonie in Süditalien am Golf von Tarent, gelangt. Von dort musste er aber anscheinend noch als Jüngling gemeinsam mit seinem Bruder Dionysodoros flüchten und kam so (wahrscheinlich um 430 v. Chr.) nach Athen.
Dort verdiente Euthydemos sich seinen Lebensunterhalt zunächst als Lehrer in der Fechtkunst und im Militärwesen. Daneben war er als Rechtsanwalt, der Mandanten vor Gericht vertrat und Reden für sie schrieb, erfolgreich tätig. Aus dieser Übung heraus entwickelte er sich zum Lehrer der Redekunst und zu einem Sophisten, jemandem, der meisterhaft fähig ist, „im Gespräch zu streiten und zu widerlegen, was jedes Mal gesagt wird, gleichviel ob es falsch ist oder wahr“. 
Euthydemos erhob auch den Anspruch, die Tugend lehren zu können. Sein Bruder Dionysodoros machte sich vor allem als Lehrer der „Feldherrenkunst“ und des Militärwesens einen Namen.

## Wirkung
Sokrates war so beeindruckt von dem Ruf der beiden Brüder, dass er sie als ein lohnendes Objekt seiner „Hebammenkunst“ ansah und ihre Tugendlehre und ihr Gerechtigkeitsverständnis einer kritischen Prüfung unterzog. Platon berichtet in seinem Dialog Euthydemos von einem dieser Zusammentreffen; auch Xenophon erwähnt in seinen „Erinnerungen an Sokrates“ („Memorabilia“; Buch III,1) den Sophisten Dionysodoros, den Bruder des Euthydemos. Dabei wird deutlich, dass beide die Versprechungen, die sie machen, nur unvollkommen erfüllen können. 
Bei dem in den „Memorabilia“ ansonsten mehrfach erwähnten Euthydemos handelt es sich um eine gleichnamige andere Person, einen jugendlichen Schüler des Sokrates.